# Dermophis gracilior
Espèce
Statut de conservation UICN

 DD  : Données insuffisantes
Dermophis gracilior est une espèce de gymnophiones de la famille des Dermophiidae.

## Répartition
Cette espèce se rencontre :
- sur le versant Pacifique du centre du Costa Rica ;
- sur le versant Pacifique de la cordillère de Talamanca au Panamá et au Costa Rica entre 404 et 2 000 m d'altitude.

## Publication originale
- Günther, 1902 : Reptilia and Batrachia, Biologia Centrali-Américana, Taylor, & Francis, London, p. 1-326 (texte intégral).